# Edita Malovčić
Edita Malovčić, également connue sous son pseudonyme Madita (née le 21 janvier 1978 à Vienne) est une actrice et chanteuse autrichienne. Son père et sa mère sont tous deux bosniaques

## Biographie
Elle a d'abord joué dans des séries telle que Rex, chien flic. Elle a notamment joué dans Medicopter.
Son premier album Madita, de son nom de scène, est sorti en 2005. Son deuxième album, Too, est sorti le 25 janvier 2008 en Autriche. Ses deux albums sont disponibles sur iTunes.

## Filmographie

### Cinéma
- 1999 : Banlieue nord (Nordrand) de Barbara Albert
- 2001 : Berlin is in Germany de Hannes Stöhr
- 2006 : Quatre Minutes de Chris Kraus
- 2009 : Bienvenue à Cadavres-les-Bains de Wolfgang Murnberger
- 2013 : Blutgletscher de Marvin Kren
- 2014 : The Lies You Sleep With
- 2020 : Quo vadis, Aida ? de Jasmila Žbanić

### Télévision
- 2000 : Medicopter
- 2011 : Le Train de 8h28 de Christian Alvart
- 2012 : Es kommt noch dicker
- 2022 : Capitani - Saison 2